# Il lago
Il lago (The Lake) è un racconto fantastico del 1944 scritto da Ray Bradbury.
È stato edito per la prima volta in italiano nel 1965.

## Trama
Una bambina di nome Tally annega in un lago (e il corpo non viene ritrovato), durante le vacanze estive che stava trascorrendo a Lake Buff (cittadina di origine del protagonista,in cui c'era il lago), in compagnia del suo migliore amico, Harold. Trascorrono gli anni ed il ragazzo, che nel frattempo si è sposato, ha 22 anni e vive a Sacramento, torna in viaggio di nozze con sua moglie sulla spiaggia dov'era perita Tally. Quando il ragazzo si avvicina alla riva, vede un bagnino scendere dalla barca con un sacco grigio tra le braccia e gli chiede di aprirlo. Riconosce subito la chioma bionda del suo primo amore, e in quel momento capisce di non aver mai amato sua moglie, ma sempre e solo Tally. Poco tempo dopo, durante una passeggiata sulla spiaggia, trova un castello di sabbia costruito a metà, come usavano fare lui e Tally: una metà per ciascuno. Si inginocchia sulla sabbia e scorge delle piccole orme che vengono dal lago e vi ritornano, dove spariscono sulla battigia. Allora il ragazzo finisce di costruire l'altra metà del castello e poi se ne va senza voltarsi, per non vederlo sparire tra le onde, ritenendo così di aver saldato un debito verso Tally e i suoi dolorosi ricordi d'infanzia.